# 李官镇 (瓦房店市)
李官镇，是中华人民共和国辽宁省大連市瓦房店市下辖的一个乡镇级行政单位。

## 行政区划
李官镇下辖以下地区：
振华社区、同兴社区、李官村、榆树房村、东阳台村、南沟村、大营子村、曲家沟村、孤家子村、西阳台村、齐家房村、杏树村、龙王庙村、矿洞山村和华铜村。